# 김용만 (소설가)
김용만(1940년 5월 24일 ~ )은 대한민국의 소설가이다. 1940년 5월 24일에 태어났으며, 광주대학교에서 문예창작학을 전공하고, 경희대학교 대학원 국문과를 다녔다. 한국문학상, 국제 펜 문학상, 경희문학상, 불교문학상, 만우문학상, 유승규문학상, 농민문학대상, 동아시아문학상, 박영준 문학상 외 다수를 수상하였다.

## 생애 및 경력
충남 부여 출생. 현대문학 등단. 명문 중고교인 부산중학교와 용산고등학교를 졸업하고도 가정이 어려워 ‘현대문학’에 늦깎이로 등단한 후에야 광주대학교를 거쳐 경희대학교 대학원 국문과 졸업 (박사수료) 
경기대학교 국문과 초빙교수, 디지털서울문화예술대학교 문예창작과 외래교수, 독서신문 논설위원, 한국소설가협회 이사, 국제펜한국본부 이사, 한국수필가협회 이사 역임
현재 잔아문학박물관 관장, 잔아창작아카데미 원장, 한국문협 전시문화진흥위원회 위원장, 시사랑문화인협의회 이사. 

## 저서
- 소설집 『늰 내 각시더』 실천문학에서 출간. KBS 단막극
- 장편 『칼날과 햇살』 중앙일보에서 출간
- 동인문학상 심사작품에 선정
- 한국문학번원 지원금으로 일본에서 번역 출간
- 문예진흥원 선정 『93한국문학작품선』 박완서, 신경숙 등과 출간
- 산문집 『가와바타 야스나리의 잠과 내 허튼소리』 랜덤하우스 출간
- 장편 『인간의 시간』 상권.하권 문이당 출간
- 『세계문학관 기행』 100여 개국 답사. 서정시학에 3년 연재 후 출간
- 장편 『능수엄마』 독서신문에 연재 후 서정시학에서 출간.
- KBS라디오 일일연속극 방송. 중국 연변대학교에서 중국어 출간
- 소설집 『아내가 칼을 들었다』 랜덤하우스 출간
- 詩評 『김용만 소설가의 시읽기』 미네르바에 4년 연재 후 현대시 출간
- 장편 『미친사랑 4권』 시민의소리 신문에 4년 연재
- 장편 『괴물을 사랑한 여자들』 문학미디어에 3년 연재 후 출간
- 장편 『엄마의 가상공간』 JANA문학사 출간
- 산문집2 『수필의 새로운 질서 모색』 도화 출간